# 함부르거 SV
함부르거 슈포르트-페어아인 e. V.(독일어: Hamburger Sport-Verein e.V., 독일어 발음: [ˈhambʊʁɡɐ ˈʃpɔʁtfɛɐ̯ˌʔaɪ̯n] ( 듣기))은 독일 함부르크에 위치한 종합 스포츠단으로 가장 큰 부문은 축구이다. 함부르거 SV(독일어: Hamburger SV 함부르거 에스파우[*], 독일어 발음: [ˈhambʊʁɡɐ ʔɛsˈfaʊ] ( 듣기)), 함부르크(독일어: Hamburg, 독일어 발음: [ˈhambʊʁk] ( 듣기)), HSV(독일어: HSV 하에스파우[*], 독일어 발음: [ˌhaːʔɛsˈfaʊ] ( 듣기))라는 약칭을 가지고 있으며 1919년 6월 3개의 축구단이 결합하며 창단되었다.
창단 이래 독일 축구 선수권 대회에서 6회, DFB-포칼에서 6회, DFL-리가포칼에서 2회 우승했으며 가장 마지막으로 획득한 트로피는 DFB-포칼 1986-87시즌 우승 트로피이다. 1970년대 중반과 1980년대 중반까지 서독 축구 국가대표팀에서도 활동했던 호르스트 흐루베슈, 만프레트 칼츠, 펠릭스 마가트와 함께 분데스리가에서 3회 우승했고 1976-77년 유러피언컵위너스컵과 1982-83년 유러피언컵 우승을 달성했다. 제1차 세계 대전 이후 2018년 분데스리가 2017-18시즌이 끝나고 구단 사상 최초로 2. 분데스리가로 강등될 때까지 독일 1부리그에만 속해 있었으며 1963년 분데스리가가 출범한 이래 분데스리가에만 머물러 있었던 유일한 축구단이었다.
함부르거는 함부르크 서부 바렌펠트에 있는 폴크스파르크슈타디온에서 홈경기를 가지며 구단의 공식 색상은 파랑, 하양, 검정이지만 홈 유니폼은 상의에 하양을, 하의에 빨강을 사용한다. 하의의 색상에서 유래한 "로토젠(독일어: Rothosen, 붉은 바지)", 구단의 오랜 역사에서 유래한 "디노자우리어(독일어: Dinosaurier, 공룡)"라는 별명을 가지고 있으며 SV 베르더 브레멘과 노르트데르비로 불리는 라이벌 관계를 가지고 있고 같은 연고지를 가진 구단 FC 장크트파울리와 함부르거 슈타트데르비로 불리는 라이벌 관계를 가지고 있다.
함부르거는 축구에서 유소년 육성 정책의 중요성을 강조한 것으로 유명하다. 2003년 여자 축구단을 만들어 프라우엔-분데스리가에서 활동했으나 2012년 재정 문제로 인해 여자 축구단은 레기오날리가로 강등되었다. 축구 외에 배드민턴, 농구, 야구, 볼링, 권투, 크리켓, 다트, 아이스하키, 필드하키, 골프, 체조, 심장재활운동부가 존재하며 이들은 구단 지분의 10%를 차지하고 있다. 함부르거는 모든 스포츠 종목 부문에 110,000명 이상의 서포터들이 활동하고 있는 독일에서 가장 큰 스포츠단 가운데 하나이며 2014년 5월 포브스가 선정한 전세계에서 가장 가치 있는 축구단 18위에 선정되었다.

## 역사

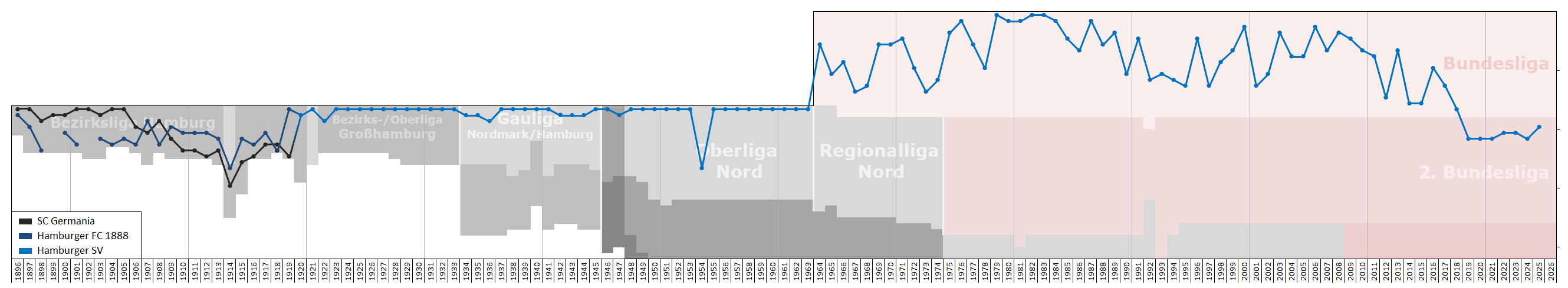
2차 세계대전 이후 함부르크 SV의 연간 성적

### 초창기
함부르거 SV (HSV)는 데어 호헨펠더 스포트클럽 (Der Hohenfelder Sportclub)과 반츠벡 마린탈러 스포트 클럽 (Wandsbek-Marienthaler Sportclub)이 통합되어 1887년 9월 29일 스포트클럽 게르마니아 추 함부르크 (Sportclub Germania zu Hamburg)가 탄생한 때로 거슬러 올라간다. 현재의 클럽명인 함부르거 슈포르트 페어아인 (Hamburger Sport-Verein)은 1919년으로, 시내의 3팀의 통합으로 이루어졌으며 제 1차 세계대전으로 약화되었다. 스포트클럽 게르마니아 추 함부르크, 함부르크 FC (1888년 창단), 그리고 FC 팔케 에펜도프 (1906년 창단)으로 구성되었다. 클럽의 유니폼 색은 한자동맹의 적색 (Hanseatic red)이며 흰색은 함부르크 시의 명예를 상징하며, 파랑과 검은색은 가장 오래된 클럽, 게르마니아를 상징함과 동시에 팀의 로고에도 쓰인다. HSV는 게르마니아로 있었던 시대를 포함하여 독일에서 가장 오래된 클럽이다. 하지만, 게르마니아가 육상 클럽으로 창단되었으며, 축구팀은 5~6명의 잉글랜드인이 클럽에 합류하여 1891년에 창단된 것에 관하여 타 클럽과 가장 오래된 축구 클럽이 어느팀인가에 관하여 논란을 가지고 있다.
새롭게 함부르거 SV로 이름을 바꾼 이 클럽은, 1922년에 당시 3연패를 노리는 1. FC 뉘른베르크를 국가 결승전에서 상대하였다. 경기는 10분만에 암전 사태로 3시간 10분이 지연되었고, 연장전 끝에 2-2로 비겼다. 재경기에서도 연장전까지 경기를 하였고, 교체 없이 경기를 뛰었던 이 경기에서, 1-1인 상황에 뉘른베르크는 7명이서 뛰었고 (2명이 부상당하고, 2명이 퇴장당하였다) 그리고 주심은 뉘른베르크의 몰수패를 선언하였다. 이 결정에 대하여 지금까지도 논란이 끊이지 않고 있다. 독일 축구 협회는 함부르크 SV에게 우승 타이틀을 주었지만, 거절하였다. 최종적으로 빅토리아 트로피를 수여받은 클럽은 그해 공석으로 기록되었다.
클럽의 결점없는 성공은 1923년에 처음 달성되었고 우니온 오베르쇤네바이데를 상대로 국가 타이틀을 따내었다. 1924년, 뉘른베르크에 패하여 2연패를 실패하였지만, 1928년에 빅토리아 트로피를 다시 들어올렸다.
제 3제국 시기동안, HSV는 지역에서 성공적인 클럽으로, 가울리가 노르트마크에서 1942년까지, 그 후로 가울리가 함부르크에서, 리그 타이틀을 1937년, 1938년, 1939년, 1941년, 그리고 1945년에 획득하였으나 국가 타이틀을 획득하는데에는 실패하였다. 그들의 당시 가울리가 주 라이벌은 아임스뷔텔러 TV였다.
전쟁 후, 슈타트리가 함부르크에서 팀은 1946년에 우승을 하였고, 클럽은 영국 점령기인 1947년과 1948년에 타이틀을 획득하였는데, 이 두 시즌만이 점령기였다.
오베르리가 노르트에서 1947년에 점령국이 철수한 후, 함부르크는 지역에서 독주하는 클럽이 되었다. 분데스리가 출범 이전인 1962-63까지 16시즌 중, 그들은 15번의 오베르리가 타이틀을 가져갔고, 1953-54시즌의 11위 불명예만이 타이틀을 획득하지 못한 시기였다. 이 시기동안, 그들은 100골이 넘는 골을 1951년, 1955년, 1961년, 그리고 1962년 시즌에 기록하였다. 하지만, 국가 타이틀은 그보다 더 안좋은 모습을 보였다. 1928년 국가 타이틀 이후, 1957년, 1958년의 결승전 진출 실패하였고, 1960년까지 국가 타이틀 가뭄이었다. 1961년의 유러피언컵에서, 함부르크는 준결승에서 FC 바르셀로나에 패하였다. 준결승에 올라오기 전까지 스위스의 BSC 영 보이즈와 잉글랜드의 번리 FC를 꺾었다.

### 분데스리가 출범기
얼마 지나지 않아, 독일의 국가적 프로축구인 푸스볼-분데스리가가 출범하였고, HSV는 첫 시즌에 참여한 16개의 클럽중에 하나였다. 함부르크 SV는 현재까지 1부리그에만 머무른 분데스리가 원년 멤버로 기록되었으며, 1963년 분데스리가 출범 이후로 한번도 강등당하지 않았다. 그들은 1996년, 1. FC 카이저슬라우테른과 아인트라흐트 프랑크푸르트와 함께 이 상태를 지속해왔고, 1. FC 쾰른과 1998년까지 이 상태를 지속해왔다. 현재까지 49개의 다른 클럽이 분데스리가 승격과 강등을 연속하였다. 분데스리가는 2004년 8월 24일에 40주년을 맞이하였고 가장 오래된 클럽이라는 데에서 유래한 "공룡", 함부르크 SV와 분데스리가의 가장 성공적인 클럽, FC 바이에른 뮌헨의 경기가 있었다.
2004년 8월, HSV는 지역의 SC 파더보른 07에 패하며 DFB-포칼 1라운드에서 탈락하였다. 이 경기는 축구 역사에서 가장 불명예스러운 경기로, 로베르트 호이처 주심이 크로아티아의 도박 업체로부터 돈을 받아 승부조작을 한 것으로 적발되었다. 그는 파더본에게 두번의 페널티와 함부르크의 에밀 음펜자를 퇴장시켰다. 이 스캔들은 독일 축구계에서 30년만의 큰 스캔들로, 2006년 FIFA 월드컵의 개최에 앞서 독일의 국가 위상에 먹칠을 하였다.

### 2006-07 UEFA 챔피언스리그
함부르크는 UEFA 챔피언스리그 2006-07에 2000-01 이래 처음으로 참여하였고, 그 전 시즌의 분데스리가를 3위로 마감하였다. 그들은 CA 오사수나와의 3차 예선에서 원정 다득점으로 꺾었고, 아스널 FC, FC 포르투, PFC CSKA 모스크바와 G조에 속하였지만, 실망스러운 경기 후 조 최하위로 탈락하였다.

### 2006-07 분데스리가 시즌
이 시즌에 함부르크는 매우 좋지 않은 시작을 보였다. 2005-06 시즌의 성공으로, 리그 3위로 마감한 함부르크는 UEFA 챔피언스리그에 진출하였고, 함부르크는 시즌 전반기를 강등권 바로 위를 기어다니며 지냈고, 단 한번의 승리만 하였다 (바이어 04 레버쿠젠전의 2-1 승리). 주전 수비수인 할리드 불라루즈와 다니엘 판 바위턴의 이적과 선수들의 부상은, 함부르크의 리그에 지대한 영향을 미쳤고, 팬들은 그들의 1부리그 잔류 기록이 마감될까 두려워하였다. 시즌 전반기 이후 함부르크는 리그 최하위를 하였다.
2007년 2월 1일, 토마스 돌 감독은 경질당하였고 네덜란드인 후프 슈테벤스가 새 감독으로 내정되었다. 슈테벤스의 스타일은 HSV의 사태를 진정시켰고, 2007년 2월 10일과 2007년 4월 7일 사이에 7경기 연속 무패를 달렸고 1실점만 하였다. 이 무패행진 기간 이후, HSV는 보루시아 도르트문트와의 홈경기에서 첫 패배를 하였고, 이후에 노르트 더비 숙적 SV 베르더 브레멘과 FC 샬케 04에 패하였다 (경기 당시 브레멘과 샬케는 각각 리그 2위와 1위를 달리고 있었다).
하지만, 이 좋은 페이스에도 불구하고 (4월 VfB 슈투트가르트와의 홈 경기에서 대패), HSV는 여전히 하위팀들이 승점을 추가함에 따라 강등권에서 안전하지 못하였다. 3월에는 12팀이 강등권에 위치하였고, 7위 하노버 96과 18위 보루시아 묀헨글라트바흐 사이는 겨우 10점에 불과하였다.
HSV는 홈보다 원정에서 더 많은 성공을 거두었고, 보루시아 묀헨글라트바흐 원정 (시즌 종료 후 최하위로 강등), FC 바이에른 뮌헨 원정, 그리고 1. FC 뉘른베르크 원정에서 HSV는 귀중한 승점을 획득하였지만 홈에서 VfL 보훔과 VfB 슈투트가르트와 함께 강등권을 같이 맴도는 1. FSV 마인츠 05에 패하였다. 아이러니하게도, 5월 5일에 보훔에 3-0으로 패한 것은 HSV가 알레마니아 아헨 (최종 16위)와 1. FSV 마인츠 05 (최종 17위)가 동시에 패함에 따라 승점 6점차를 유지하며, 1 분데스리가의 확정을 짓는데 성공하는 계기가 되었다. 골득실 또한 아헨과 마인츠가 만회하기에는 매우 컸다.
잔류 확정 상황에서, HSV는 약체 상대만이 남았고, 보루시아 도르트문트, 하노버 96, 아르미니아 빌레펠트, VfL 보훔과 더불어 다음시즌의 UEFA 인터토토컵 진출권을 경쟁하였다. 한 경기만 남은 상황에서, VfL 보훔에 0-3으로 패하고, HSV는 1. FC 뉘른베르크를 2-0으로 꺾었다. 1주일 후, 알레마니아 아헨에 홈 경기에서 4-0으로 4월 1일 이래 첫 홈승을 거두었고 보루시아 도르트문트가 바이어 04 레버쿠젠에 2-1로 패하고 하노버 96이 1. FC 뉘른베르크에 0-3으로 패함에 따라, HSV는 7위를 확보하였다.

## 최근 성적
| 시즌    | 리그          | 순위        |
| 1999–00 | 분데스리가    | 3위         |
| 2000–01 | 분데스리가    | 13위        |
| 2001–02 | 분데스리가    | 11위        |
| 2002–03 | 분데스리가    | 4위         |
| 2003–04 | 분데스리가    | 8위         |
| 2004–05 | 분데스리가    | 8위         |
| 2005–06 | 분데스리가    | 3위         |
| 2006–07 | 분데스리가    | 7위         |
| 2007–08 | 분데스리가    | 4위         |
| 2008–09 | 분데스리가    | 5위         |
| 2009–10 | 분데스리가    | 7위         |
| 2010–11 | 분데스리가    | 8위         |
| 2011-12 | 분데스리가    | 15위        |
| 2012-13 | 분데스리가    | 7위         |
| 2013-14 | 분데스리가    | 16위        |
| 2014-15 | 분데스리가    | 16위        |
| 2015-16 | 분데스리가    | 10위        |
| 2016-17 | 분데스리가    | 14위        |
| 2017-18 | 분데스리가    | 17위 (강등) |
| 2018-19 | 2. 분데스리가 | 4위         |
| 2019-20 | 2. 분데스리가 | 4위         |
| 2020-21 | 2. 분데스리가 | 4위         |
| 2021-22 | 2. 분데스리가 | 3위         |
| 2022-23 | 2. 분데스리가 | 3위         |
| 2023-24 | 2. 분데스리가 | 4위         |

## 역대 성적
함부르크는 분데스리가 출범 이후 3번의 리그 우승을 거두어 로고 위에 "진정한 챔피언 클럽" (Verdiente Meistervereine)을 상징하는 금별을 달았다. 현재의 수상 시스템에 따라, 그들의 분데스리가 출범 이전의 타이틀은 인정되지 않기 때문에 5번째 분데스리가 우승 이전까지는 두 번째 별을 달 수 없다.
1922년, 국가 대회 결승전에서 상대팀에 몰수패를 당한 것에 대해, 독일 축구 협회에서는 HSV가 다시 이 타이틀을 가져갈 것을 당부하였다.

### 국가 타이틀
- 독일 챔피언쉽 / 1 분데스리가 우승 6회
  - 우승: 1923, 1928, 1959–60, 1978–79, 1981–82, 1982–83
  - 준우승: 1924, 1956–57, 1957–58, 1975–76, 1979–80, 1980–81, 1983–84, 1986–87

- DFB-포칼 우승 3회
  - 우승: 1962–63, 1975–76, 1986–87
  - 준우승: 1955–56, 1966–67, 1973–74

- DFL-슈퍼컵
  - 준우승: 1977, 1982, 1987

- DFB-리가포칼 우승 2회
  - 우승: 1972-73, 2003

### 국제 타이틀
- 유러피언컵 / UEFA 챔피언스리그 우승 1회
  - 우승: 1982-83
  - 준우승: 1979-80

- UEFA 컵위너스컵 우승 1회
  - 우승: 1976-77
  - 준우승: 1967-68

- UEFA컵 / UEFA 유로파리그
  - 준우승: 1981-82

- UEFA 슈퍼컵
  - 준우승: 1977, 1983

- 인터콘티넨털컵
  - 준우승: 1983

- UEFA 인터토토컵 우승 2회
  - 우승: 2005, 2007

### 지역 타이틀
- 북독일 챔피언쉽
  - 우승 10회: 1921, 1922, 1923, 1924, 1925, 1928, 1929, 1931, 1932, 1933
  - 준우승 2회: 1926, 1927
- 가울리가 노르트마크
  - 우승 4회: 1937, 1938, 1939, 1941
  - 준우승 4회: 1934, 1935, 1940, 1942
- 가울리가 함부르크
  - 우승 1회: 1945
  - 준우승 2회: 1943, 1944
- 슈타트리가 함부르크
  - 우승 1회: 1946
  - 준우승 1회: 1947
- 영국점령지 챔피언쉽
  - 우승 2회: 1947, 1948
- 오베르리가 노르트
  - 우승 15회: 1948, 1949, 1950, 1951, 1952, 1953, 1955, 1956, 1957, 1958, 1959, 1960, 1961, 1962, 1963

### 기타 타이틀
- 산티아고 베르나베우 트로피
  - 우승 1회: 1982
- 두바이 챌린지컵
  - 우승 2회: 2007, 2008
- 에미레이츠컵
  - 우승 1회: 2008
- T-홈컵
  - 우승 1회: 2009
- 피스컵
  - 우승 1회: 2012
- 텔레콤컵
  - 우승 2회: 2009, 2015
  - 준우승 1회 : 2011

## 경기장

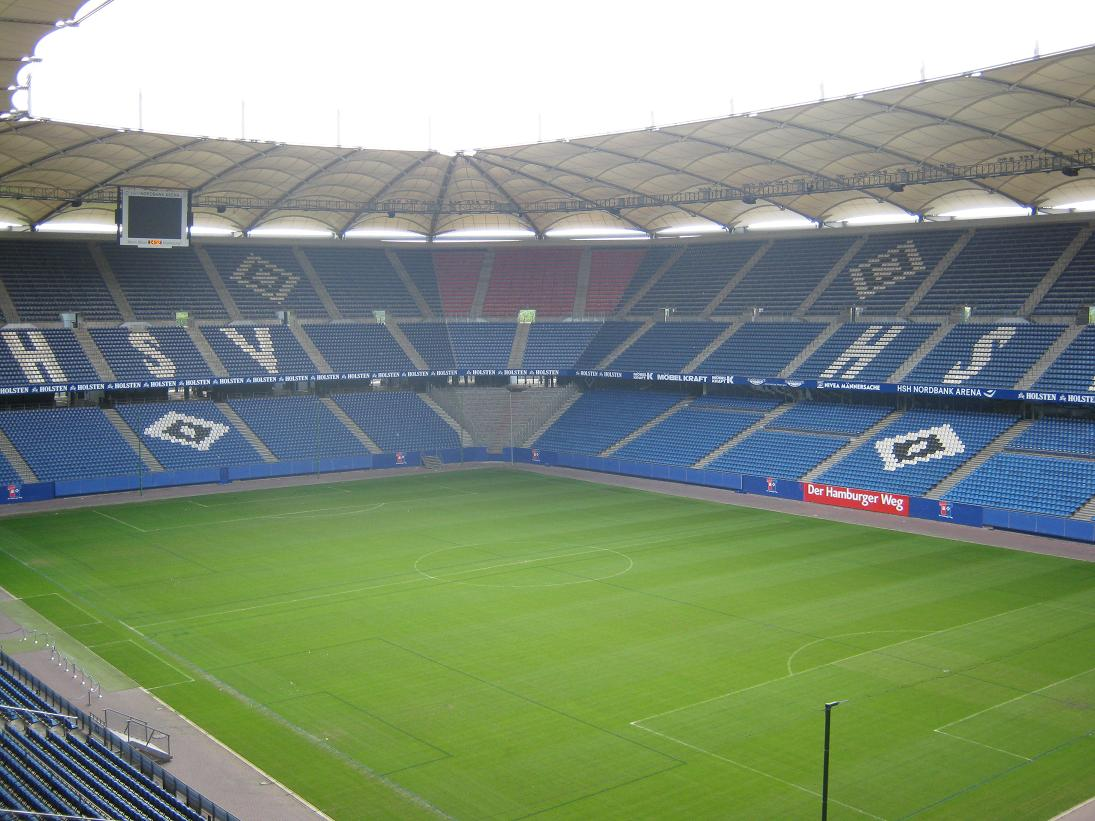
함부르크 SV의 홈 구장 폴크스파르크슈타디온

함부르크는 폴크스파르크슈타디온을 현재 홈구장으로 사용한다. 이 구장은 임테흐 사가 스폰서쉽을 가지고 있어 임테흐 아레나 (Imtech Arena)라고도 불렸었고 현재 15-16 시즌부터는 다시 폴크스파르크슈타디온이라는 명칭을 사용하고있다. 1953년의 구 폴크스파르크슈타디온 터에 새로 지어졌으며, 현재의 모습으로 개장한 것은 2000년이다. 현재 최대 수용 관중은 57,000명으로 47,000명이 좌석에 10,000명이 입석으로 관람할 수 있다. 이전에 폴크스파르크슈타디온은 1974년 FIFA 월드컵과 UEFA 유로 1988을 개최하였다. 폴크스파르크슈타디온은 UEFA로부터 5성급 경기장으로 인정되어, UEFA 유로파리그와 UEFA 챔피언스리그 결승전을 개최할 수 있다. 2006년 FIFA 월드컵에서는 4번의 조별리그 경기와 8강전 경기의 총 5경기를 개최하였다. 당시 경기장 명칭은 함부르크 FIFA 월드컵 경기장이었다. 2010년에는 아틀레티코 마드리드와 풀럼 FC간의 UEFA 유로파리그 결승전을 개최하였다.
HSV 팬들은 홈 구장 근처의 공동묘지에 묻히며, 원래 함부르크 구장의 피치로 사용한 잔디로 덮인다.
스타디움에 걸려 있는 시계는 HSV가 1부리그에 머무른 시간을 나타내며, 지금은 강등이 되어 시간이 멈추어 있다.

## 선수

### 현재 선수 명단
참고: FIFA 자격 규정에 따라 소속된 국가대표팀 국기를 표시합니다. 선수는 복수의 FIFA 비회원국 국적을 가지고 있을 수 있습니다.
| 번호 | 포지션 | 국적     | 이름                    |
| ---- | ------ | -------- | ----------------------- |
| 1    | GK     |          | 크리스티안 마테니아     |
| 2    | DF     |          | 데니스 디크마이어       |
| 4    | DF     |          | 릭 반 드롱겔렌          |
| 5    | DF     | 알바니아 | 머르김 마브라이         |
| 6    | DF     |          | 더글라스                |
| 7    | FW     |          | 바비 우드               |
| 8    | MF     |          | 루이스 홀트비           |
| 9    | DF     |          | 키리아코스 파파도풀로스 |
| 11   | FW     |          | 안드레 한               |
| 12   | MF     |          | 왈라스                  |
| 13   | GK     |          | 율리안 폴레스벡         |
| 14   | MF     |          | 아론 훈트               |
| 15   | FW     |          | 루카 발드슈미트         |
| 16   | MF     |          | 바실리에 얀지치치       |
| 17   | MF     | 세르비아 | 필리프 코스티치         |
| 18   | MF     | 감비아   | 바카리 자타             |

| 번호 | 포지션 | 국적                  | 이름              |
| ---- | ------ | --------------------- | ----------------- |
| 19   | FW     |                       | 스벤 쉽록         |
| 20   | MF     |                       | 알빈 에크달       |
| 22   | DF     |                       | 비야르네 토엘케   |
| 23   | MF     | 보스니아 헤르체고비나 | 세야드 살리호비치 |
| 24   | DF     |                       | 사카이 고토쿠     |
| 25   | MF     |                       | 쾨흘레르트        |
| 26   | FW     |                       | 퇴를레스 크뇔     |
| 27   | MF     |                       | 니콜라이 뮐러     |
| 28   | MF     |                       | 기드온 융         |
| 30   | GK     |                       | 안드레아스 히르첼 |
| 36   | GK     |                       | 톰 미켈           |
| 38   | DF     |                       | 요나스 베호넥     |
| 40   | FW     |                       | 얀 피에테 아르프  |
| 43   | MF     |                       | 이토 타츠야       |

## 역대 감독
| 감독                 | 임기        |
| -------------------- | ----------- |
| 요시프 스코블라르    | 1987        |
| 펠릭스 마가트        | 1995 ~ 1997 |
| 마르틴 욜            | 2008 ~ 2009 |
| 토르스텐 핑크        | 2011 ~ 2013 |
| 베르트 판 마르베이크 | 2013 ~ 2014 |
| 호르스트 흐루베슈    | 2021        |

## 타 부서
타 부서로 축구팀 2군을 운영하는 함부르크 SV II, 여자 축구팀, 야구, 배구, 크리켓, 럭비부를 가지고 있다.

## 라이벌과 친선 관계
함부르크는 같은 함부르크를 연고지로 둔 FC 장크트 파울리와 라이벌 관계이며, 북부 독일의 또다른 맹주 SV 베르더 브레멘과의 경기를 노르트 더비라고 한다. 2009년 봄, 함부르크는 베르더 브레멘을 상대로 4번의 헤딩골을 넣었고, 3주 뒤, 브레멘은 함부르크를 UEFA 컵과 DFB-포칼 준결승에서 떨구었다. 함부르크는 스코틀랜드 프리미어리그에 속한 레인저스 FC와 친선 관계에 있다. 함부르크는 레인저스 클럽 로고와 합성하여 유럽대항전 원정 경기에 사용한다. 이 두 클럽관의 관계는 1977년으로 거슬러 올라가는데, '함부르크 레인저스 서포터스' 클럽이 레인저스 원정에 간 함부르크 팬들에 의해 형성되었고, 아이브록스 스타디움의 형태에 감탄하였다. 이 두 클럽관의 관계는 레인저스가 함부르크의 외르크 알베르츠를 UEFA 컵에서 레인저스의 라이벌 셀틱 FC를 꺾은 후에 성사됨에 따라 더욱 가까워졌다. 한편, 셀틱 FC는 함부르크의 라이벌 FC 장크트 파울리와 아무런 관계는 없다. 함부르크는 하노버 96과 똑같은 이니셜(HSV)로 밀접한 관계를 짓고 있다. 두 클럽의 경기때에는 원정팀 응원가를 경기 전에 부른다.